# レイク郡 (オハイオ州)
レイク郡（英: Lake County）は、アメリカ合衆国オハイオ州の北東部に位置する郡である。人口は23万2603人（2020年）。郡庁所在地はペインズビルであり、同郡で人口最大の都市はメンターである。
レイク郡の郡名はエリー湖の南岸に接していることから名づけられた。レイク郡は、クリーブランド・イリリア・メンター都市圏に属している。

## 地理
アメリカ合衆国国勢調査局に拠れば、郡域全面積は979.20平方マイル (2,536.1 km2)であり、このうち陸地227.49平方マイル (589.2 km2)、水域は751.70平方マイル (1,946.9 km2)で水域率は76.77%である。陸地面積では州内最小の郡である、

### 交通
レイクトランが郡内の公共交通を担当している。 州間高速道路90号線が北東から南西に抜けており、 オハイオ州道2号線とほぼ並行している。この2本の道が郡内の幹線になっている。現在は旅客鉄道は走っていない。

### 環境
レイク郡は癌の危険性、発生毒性物質と生殖毒性物質などのカテゴリーで、アメリカ合衆国の郡の中では悪いほうの10%に入っている。これは大都市や人口密度の高い地域と同等である。
レイク郡には大きな公共公園体系がある。カートランドにはホールデン植物園があり、またギルダースリーブ山もある。メンター市にはヘッドランズビーチ州立公園がある。グランド川は州の野性と景観の川であり、チャグリン川は州の景観河川である。

### 隣接する郡
- カナダ、オンタリオ州、エルジン郡、エリー湖の対岸 - 北
- アシュタビューラ郡 - 東
- ジアーガ郡 - 南
- カヤホガ郡 - 西

### 国立保護地域
- ジェームズ・A・ガーフィールド国立歴史史跡

## 人口動態
以下は2000年国勢調査による人口統計データである。
| 基礎データ - 人口: 227,511人 - 世帯数: 89,700 世帯 - 家族数: 62,520 家族 - 人口密度: 385人/km2（997人/mi2） - 住居数: 93,487軒 - 住居密度: 158軒/km2（410軒/mi2） 人種別人口構成 - 白人: 95.40% - アフリカン・アメリカン: 1.99% - ネイティブ・アメリカン: 0.11% - アジア人: 0.90% - 太平洋諸島系: 0.02% - その他の人種: 0.66% - 混血: 0.92% - ヒスパニック・ラテン系: 1.70% 先祖による構成 - ドイツ系：18.5% - イタリア系：14.6% - アイルランド系：12.7% - イギリス系：8.1% - ポーランド系：6.2% - アメリカ人：5.7% - スロベニア系：5.4% 言語による構成 - 英語：93.6% - スペイン語：1.9% | 年齢別人口構成 - 18歳未満: 24.2% - 18-24歳: 7.3% - 25-44歳: 29.7% - 45-64歳: 24.7% - 65歳以上: 14.1% - 年齢の中央値: 39歳 - 性比（女性100人あたり男性の人口） - 総人口: 94.5 - 18歳以上: 91.5 世帯と家族（対世帯数） - 18歳未満の子供がいる: 31.1% - 結婚・同居している夫婦: 56.1% - 未婚・離婚・死別女性が世帯主: 10.0% - 非家族世帯: 30.3% - 単身世帯: 25.6% - 65歳以上の老人1人暮らし: 9.8% - 平均構成人数 - 世帯: 2.50人 - 家族: 3.03人 収入と家計 - 収入の中央値 - 世帯: 48,763米ドル - 家族: 57,134米ドル - 性別 - 男性: 40,916米ドル - 女性: 28,434米ドル - 人口1人あたり収入: 23,160米ドル - 貧困線以下 - 対人口: 5.1% - 対家族数: 3.5% - 18歳未満: 6.5% - 65歳以上: 5.4% |

## 図書館
レイク郡には次のような図書館がある。
Lake County is served by the following libraries:
- フェアポートハーバー公共図書館、フェアポートハーバー市
- カートランド公共図書館、カートランド市
- マディソン公共図書館、マディソン市
- メンター公共図書館、メンター市
- モーリー図書館、ペインズビル市
- ペリー公共図書館、ペリー市
- ウィックリフ公共図書館、ウィックリフ市、ウィックリフ公共図書館は公共図書館レーティングで「アメリカの図書館トップ10」に入っている[7]。2005年には利用者110,400人に459,000冊以上を貸し出した。蔵書量は10万冊を超えており、定期刊行物も519ある[8]。
- ウィロービー・イーストレイク公共図書館、本館はウィロウウィック、支所はイーストレイク、ウィロウビー、ウィロウビーヒルズ。2005年には利用者37,000人に120万冊以上を貸し出した。蔵書量は216,000冊を超えており、定期刊行物も850ある[8]。

## 政治
2008年に行った1964年から2004年のオハイオ州の大統領選挙分析では、レイク郡ほど州の結果と一致している郡はなかった。レイク郡は必ずしも当選者に投票したわけではなかったが、一貫して当選者のオハイオ州での投票率に近い結果を出していた。

## 郡区

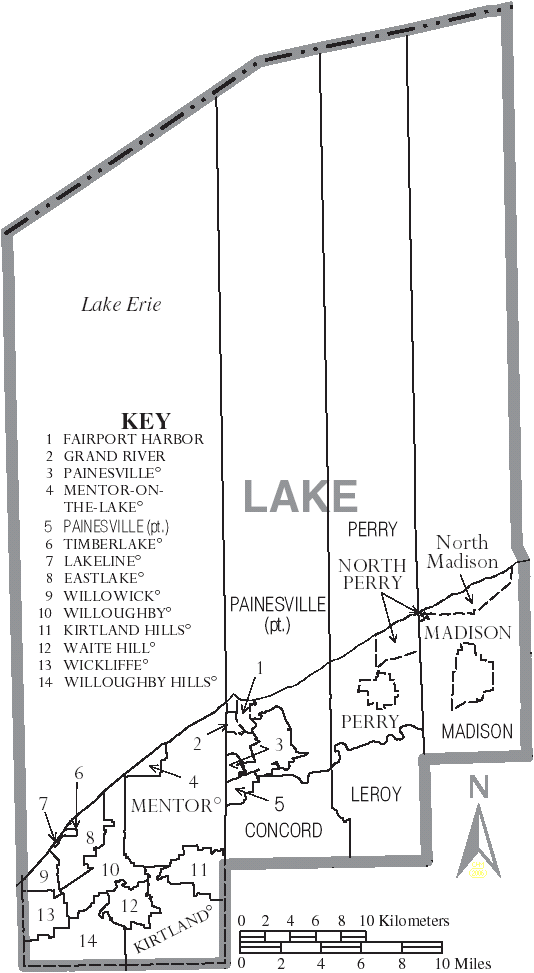
レイク郡図

レイク郡は都市化が進行したので、残っているのは下記5つの郡区のみである。
- コンコード
- レロイ
- マディソン
- ペインズビル
- ペリー

## 都市と村
|  | 市 - メンター - ペインズビル（郡庁所在地） - イーストレイク - ウィックリフ - ウィロウビー | - ウィロウウィック - カートランド - メンターオンザレイク - ペリー - ウィロウビーヒルズ |  | 村 - フェアポートハーバー - グランドリバー - カートランドヒルズ - レイクライン | - マディソン - ノースペリー - ティンバーレイク - ウェイトヒル |

### 国勢調査指定地域
- ノースマディソン

### 未編入の町
- ペインズビルオンザレイク
- ユニオンビル